# سوزی سو
سوزان جنت بالین (به انگلیسی: Susan Janet Ballion؛ زادهٔ ۲۷ مهٔ ۱۹۵۷) خواننده-ترانه‌پرداز، موسیقی‌دان و تهیه‌کنندهٔ موسیقی انگلیسی می‌باشد. او از سال ۱۹۷۶ میلادی تاکنون مشغول فعالیت بوده‌است و بیشتر با خوانندگی در گروهٔ آلترناتیو راکِ سوزی اند د بنشیز بین سال‌های ۱۹۷۶ تا ۱۹۹۶ و همچنین خوانندگی در گروهِ درامز اند ویسِ د کریچرز بین سال‌های ۱۹۸۱ تا ۲۰۰۵ شناخته می‌شود.
هنرمندان و گروه‌های مشهوری مانند جف باکلی، تریکی و ال‌سی‌دی ساوندسیستم ترانه‌های سوزی سو را بازخوانی کرده‌اند و پی‌جی هاروی و تی‌وی آن د ریدیو آثارش را ستوده‌اند.
وبگاه آل میوزیک او را یکی از تأثیرگذارترین خوانندگان زن بریتانیاییِ موسیقی راک معرفی کرده است.